# Puerto Piray

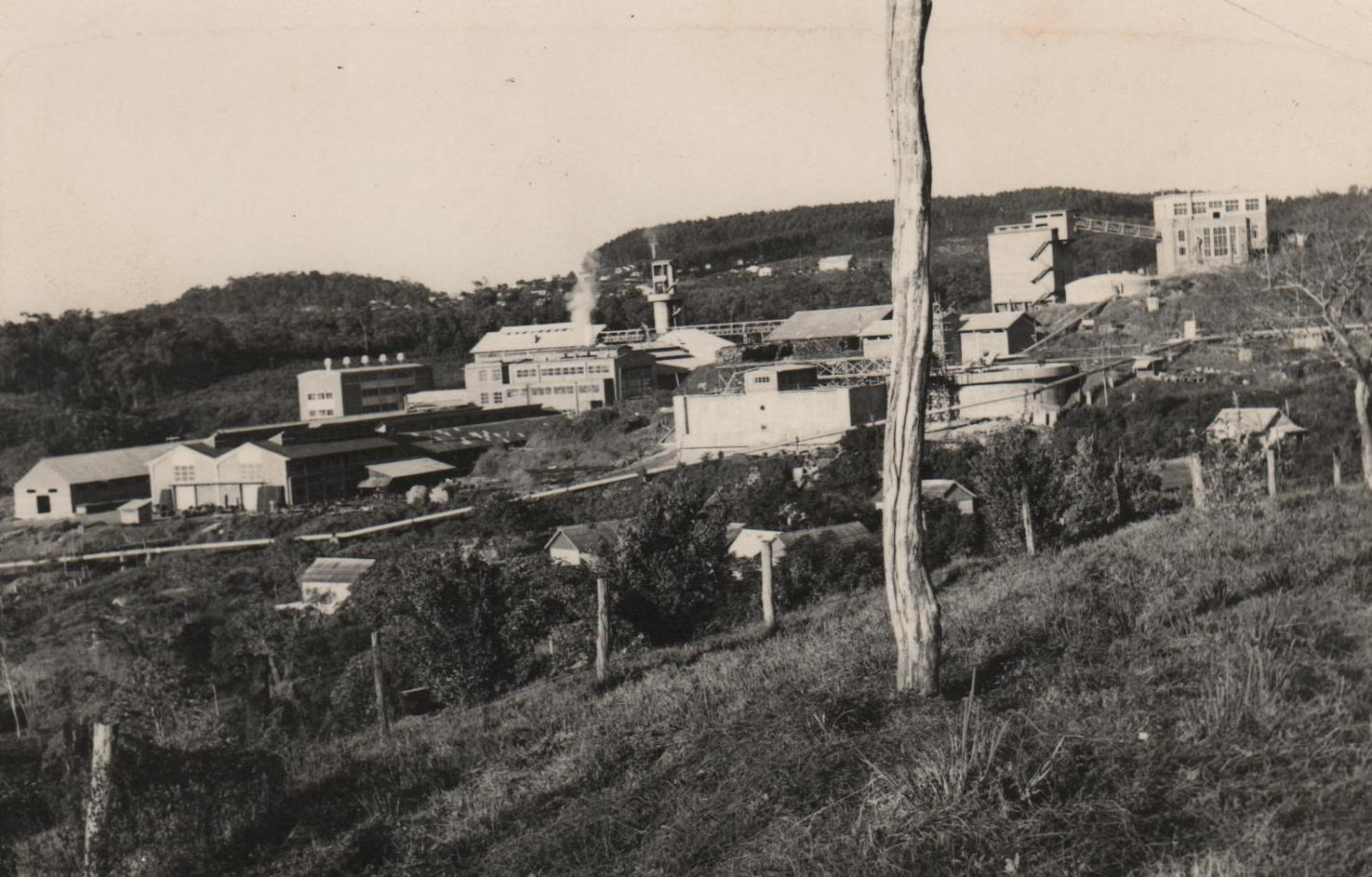
Photo prise vers 1960 : l'usine de pâte à papier Celulosa Argentina SA

Puerto Piray est une ville d'Argentine située dans le département de Montecarlo de la province de Misiones, sur la rive gauche du río Paraná. La ville surplombe le fleuve de quelque 50 mètres
Elle se trouve sur la route nationale 12, à 187 km de Posadas, capitale de la province. 

## Population
Le municipe comptait 8.557 habitants en 2001.

## L'industrie du bois et du papier
En 1942, la firme Celulosa Argentina installa ici une fabrique de cellulose en vue de la production de pâte à papier. 
Il existe aussi une vieille fabrique de cellulose de l'entreprise Benfide, sur la rive du río Paraná, qui occasionne une grande pollution. Il y a aussi une scierie, la plus grande et une des plus modernes d'Argentine, appartenant à Alto Parana SA.